# قارمان
قارمان (روسی: гармо́нь؛ IPA: [gɐˈrmonʲ]، از garmonika (روسی: гармо́ника؛ IPA: [gɐˈrmonʲɪkə]), همچنین نامیده می‌شود "harmonics") هم‌خانواده با آکوردئون که از سازهای مهم روسیه و قفقاز می‌باشد. استفاده از آلت موسیقی قارمان یا گارمان در بین مردم روس، آذربایجان ایران ، مردم آذربایجانی، مردم چچن، تاتارها و چرکس‌ها رایج است. قارمان نقش مهمی در موسیقی آذربایجانی دارد، در مراسم، جشنواره و عروسی‌های آذربایجان ایران مخصوصاً در نواحی روستایی و عشایری کاربرد دارد.

## جستارهای وابسه
- آکاردئون بایان